# Lago de Märjelen
El lago de Märjelen (en alemán, Märjelensee) es un lago en el cantón del Valais, Suiza. Se formó en el lado oriental del glaciar de Aletsch en el siglo XIX.

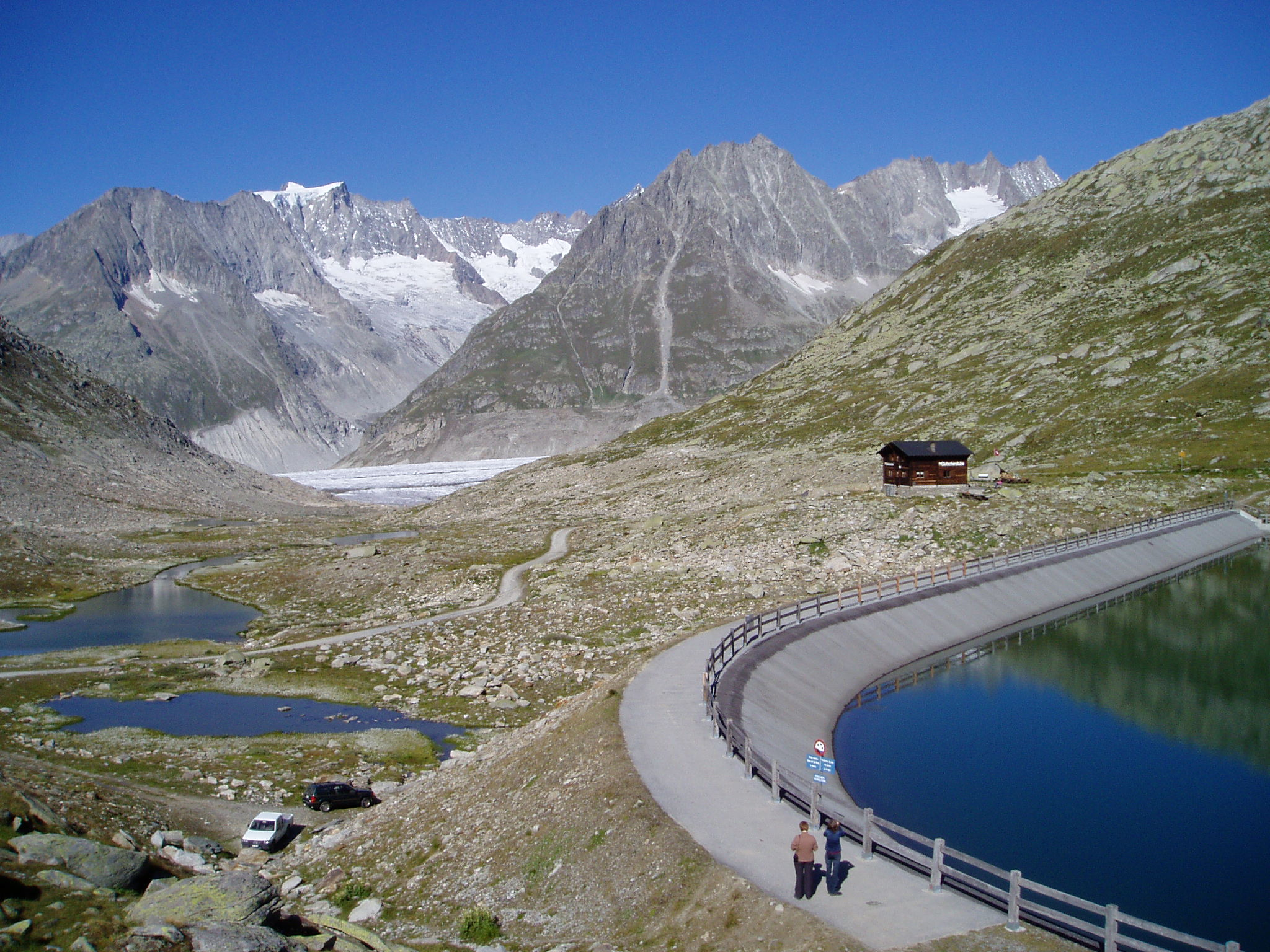
Märjelensee, en el fondo el refugio de montaña Gletscherstube
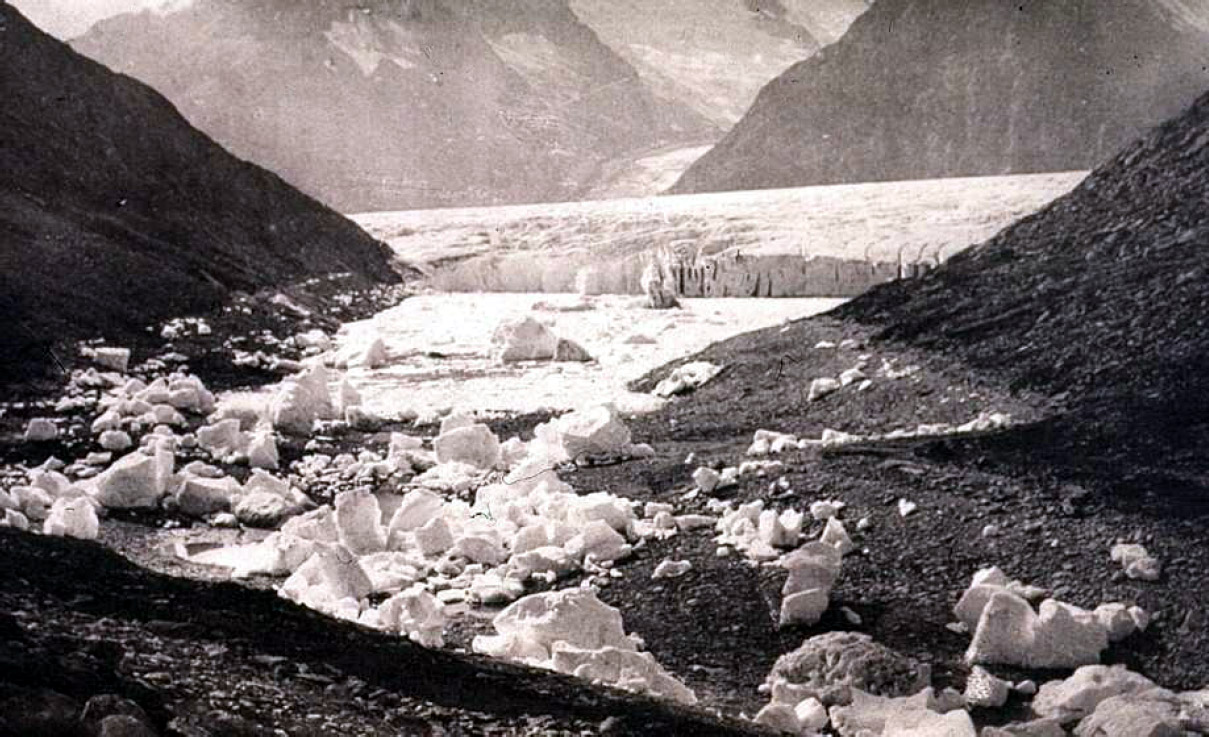
El Märjelensee en septiembre de 1887
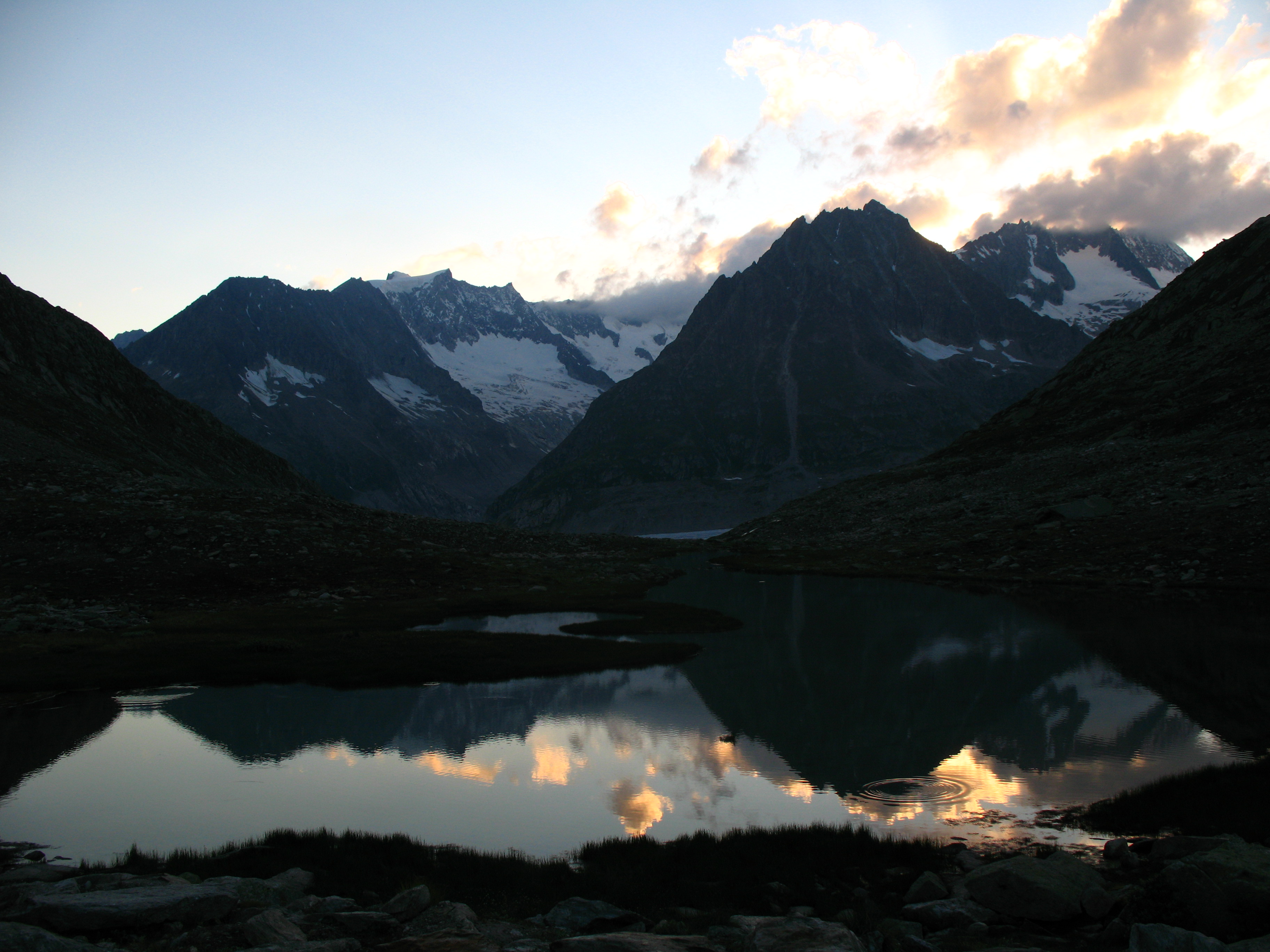
Amanecer en el Märjelensee (julio de 2007)